# Mary Astell
Mary Astell (12. november 1666 – 11. maj 1731) var en engelsk feministisk forfatter, filosof og retoriker. Hun var fortaler for uddannelse af kvinder, hvilket har givet hende titlen "den første engelske feminist".

## Barndom
Få optegnelser om Mary Astells liv har overlevet. Ruth Perry, forfatteren til en biografi om Mary Astell, skriver:
"as a woman she had little or no business in the world of commerce, politics, or law. She was born, she died; she owned a small house for some years; she kept a bank account; she helped to open a charity school in Chelsea: these facts the public listings can supply." 
Kun fire af hendes breve er overleveret. Disse breve blev udelukkende gemt, idet de var skrevet til vigtige mænd fra perioden. I researchen til biografien afslørede Perry flere hidtil ukendte breve og manuskriptfragmenter, men hun bemærker, at hvis Astell ikke havde skrevet til velhavende aristokrater, ville meget lidt af hendes liv have overlevet.
Mary Astell blev født i Newcastle upon Tyne den 12. november 1666 af Peter og Mary (Errington) Astell. Hendes forældre havde to andre børn, William, der døde som spæd, og Peter, hendes yngre bror. Hun blev døbt i St John's Church i Newcastle. Hendes familie var fra den øvre middelklasse og de boede i Newcastle gennem hele hendes tidlige barndom. Hendes far var en kulhandler og konservativ royalistisk anglikaner. Mary modtog ingen formel uddannelse, men fik en uformel uddannelse af sin onkel Ralph Astell, som havde uddannet sig til præst i Cambridge.  Ralph Astley var blevet suspenderet fra Church of England pga. hans alkoholisme, men var tilknyttet den Cambridge-baserede filosofiske skole, der baserede sin lære omkring filosoffer som Aristoteles, Platon og Pythagoras.
Mary Astells far døde da hun var 12 år gammel, og efterlod hende uden medgift. Med resten af familiens økonomi investeret i hendes brors videregående uddannelse, flyttede Mary og hendes mor til Marys tante.

## Karriere
Efter sin mors og tantes død i 1688 flyttede Astell til Chelsea, London, hvor hun stiftede bekendtskab med en kreds af litterære og indflydelsesrige kvinder, herunder Lady Mary Chudleigh, Elizabeth Thomas, Judith Drake, Elizabeth Elstob og Lady Mary Wortley Montagu. Disse hjalp med at udvikle og udgive hendes arbejde sammen med William Sancroft, tidligere ærkebiskop af Canterbury. Sancroft gav økonomisk støtte og introducerede Astell til hendes forlag. Astell dedikerede senere en digtsamling til ham.
Astell var en af de første engelske kvinder efter lærerinden Bathsua Makin til at gå ind for ideen om, at kvinder var lige så rationelle som mænd og fortjente lige uddannelse. Astell udgav i 1694 A Serious Proposal to the Ladies for the Advancement of their True and Greatest Interest anonymt og underskrevet "Af en elsker af hendes køn". Her fremlagde hun en plan for en kostskole, hvor kvinder kunne fordybe sig i læring og tænkning. I 1697 udgav hun anden del til A Serious Proposal hvori hun foreslog en metode til "forbedring af kvinders sind".
I 1700 udgav Astell Some Reflections upon Marriage. Her kritiserer hun humorististisk det filosofiske grundlag for ægteskabsinstitutionen i 1700-tallets England og advarer kvinder om farerne ved at tage forhastede eller uovervejede valg. Astell hævder, at uddannelse vil hjælpe kvinder til at træffe bedre ægteskabsvalg og imødekomme udfordringerne det gifte liv. Astell advokerer ligeledes for et ligeværdigt ægteskab baseret på et varigt venskab og lighed i intelligens og formue.
Astell trak sig fra forfatterlivet i 1709 for at blive leder af en velgørenhedsskole for piger i Chelsea, finansieret af to velhavende filantroper, Lady Catherine Jones og Lady Elizabeth Hastings. Dermed menes skolen at være den første af sin slag med en bestyrelse udelukkende bestående af kvinder. 
Da hun var 60 år gammel, flyttede Astell ind hos Lady Catherine Jones, som hun boede hos indtil sin død i 1731. Astell døde i London efter hun fik fjernet et kræftfremkaldt højre bryst. I sine sidste dage nægtede hun at se nogen af sine bekendte og opholdt sig i et værelse med sin kiste og tænkte kun på Gud; hun blev begravet på kirkegården i Chelsea Church i London.
Astell huskes for sin debatevner med nutidige mænd og kvinder, og især for hendes banebrydende måde at forhandle kvinders position i samfundet ved at engagere sig i filosofisk debat. Astell var inspireret af Descartes' teori om dualisme, et separat sind og krop, hvilket gjorde det muligt for Astell at fremme ideen om, at kvinder, lige som mænd, har evnen til at ræsonnere, og derfor ikke skal behandles så dårligt: "Hvis alle mænd er født frie, hvorfor er alle kvinder født som slaver?"

## Bøger
Alle Mary Astells værker blev udgivet anonymt. I Astells to bedst kendte bøger, A Serious Proposal to the Ladies, for the Advancement of their True and Greatest Interest (1694) og A Serious Proposal, Part II (1697), skitserer hun sine planer om at etablere en ny type institution, som skulle give kvinder religiøs og sekulær uddannelse. Hun følte, at uuddannede kvinder var optaget af skønhed og forfængelighed, og denne mangel på uddannelse var roden til deres underlegenhed i forhold til mænd, ikke at de var naturligt underlegne.
Astell foreslog uddannelse i 'nonnekloster'-stil, hvilket ville gøre det muligt for kvinder at leve i et beskyttet miljø uden påvirkninger fra det eksterne patriarkalske samfund. Forslaget blev aldrig vedtaget, bl.a. fordi kritikere hævdede at det var "for katolsk" for englænderne. På trods af dette var hun stadig en intellektuel kraft i Londons uddannede klasser.
I begyndelsen af 1690'erne indgik Astell en korrespondance om Gud og teologi med John Norris af Bemerton efter at have læst Norris' Practical Discourses, upon several Divine subjects. Norris fik brevene udgivet med Astells samtykke som Letters Concerning the Love of God (1695). Astells navn optrådte ikke i bogen, men hendes identitet blev hurtigt opdaget, og hendes retoriske evner blev meget rost.
I 2021 blev en samling på 47 af Astells bøger og pamfletter identificeret på Old Library, Magdalene College i Cambridge. Disse 47 værker havde tilhørt Astell og noterne i værkerne afslørede, at Astell var engageret i litteratur og debatter om naturfilosofi.

## Temaer i Mary Astells forfatterskab

### Venskab
Et af Astells bidrag til det 18. århundredes intellektuelle debat var ideen om religionens indflydelse på kvindelige venskaber. For Astell udsprang autentiske dydige venskaber fra Guds natur, og var dermed spirituelle venskaber. Kærligheden mellem venner skulle også udbredes til ens fjender, ligesom Guds kærlighed dækker hele menneskeheden.
Astells betoning af religionens betydning for kvindeligt venskab har givet nutidige kritikere anledning til at betegne hendes bidrag til feminismen som konservativ. 

### Uddannelse for kvinder
Astell argumenterede for, at kvinder skulle uddannes på lige fod med mænd. Hun følte, at verden var så komprimenteret mandlig dominans, at kvinder burde modtage en uddannelse uden mandlig indflydelse.  Derfor skulle kvinder uddannes i et spritituelt miljø, isoleret fra samfundet med andre kvinder.
Astlee nåede ikke selv at bevidne oprettelsen af en skole for kvinder i sin levetid.

### Ægteskab
Astell mente at mænd fastholdte kvinder i en underkuet position, og fandt selv stor stolthed i at fremme sine mission om frigørelsen af kvinder uden hjælp fra mandlige autoriteter.
Astlee argumenterede for, at kvinder skulle uddannes, så hun kunne indgå i ligeværdige ægteskaber. Samtidig skulle kvinder afholde sig fra at gifte sig, hvis de ønskede dette.

Astells biograf fra det 18. århundrede, George Ballard, skriver, at Astell aldrig blev gift, men at en fremtrædende præst friede til hende. Ægteskabsforhandlingerne brød til gengæld sammen, hvilket efterlod Astell skuffet.

### Religion og politik
Astell kritiserede Thomas Hobbes' beskrivelser af det abstrakte individualistiske menneske i naturtilstanden, hvori mennesker skyder op af jorden som svampe uden forpligtelser og afhængigheder. Astell skriver sarkastisk om Hobbes' ide:
"How I lament my Stars it was not my good Fortune to Live in those Happy Days when Men spring up like so many Mushrooms or Terrae Filii, without Father or Mother or any sort of dependency!".
Astell kritiserede også John Locke og hans værker An Essay Concerning Human Understanding og The Reasonableness of Christianity, som hun betragter som deistiske ogsocinske . Derudover angriber Astell Lockes skepsis over for Jesu Kristi guddommelighed , og at der ikke er nogen forskel mellem den kristne og islamiske tro på Gud.
Astells interesse for politik stammede sandsynligvis fra hendes oplevelser af voldelige politiske og civile uroligheder i Newcaste. Hun idealiserede kong Charles I og betragtede efterfølgerne, William og Mary, som "illegitime".  Hendes royalistiske og patriotistiske tilbøjeligheder kom blandt andet til udtryk i hendes holdning om, at det er bedre at få uskyldige skades end at majestætens guddommelige autoritet krænkes. 

## Liste over værker
- A Serious Proposal to the Ladies for the Advancement of their True and Greatest Interest. By a Lover of Her Sex. 1694, 1695, 1696 1697 (two printings), 1701, 1703
- Some Reflections Upon Marriage, Occasioned by the Duke and Dutchess of Mazarine's Case; Which is Also Considered. London: Printed for John Nutt, near Stationers-Hall, 1700 1700, Also: 1703, 1706, 1730 (two editions)
- A Fair Way with Dissenters and their Patrons. Not writ by Mr. L – - – - – y, or any other Furious Jacobite, whether Clergyman or Layman; but by a very Moderate Person and Dutiful Subject to the Queen. 1704
- An Impartial Enquiry into the Causes of Rebellion and Civil War in this Kingdom: In an examination of Dr. Kennett’s sermon, 31 Jan. 1703/4. And Vindication of the Royal Martyr. 1704
- The Character of the Wisest Men. Re-printed and published by the Author’s Friends. 1704
- Moderation Truly Stated: or, a review of a late pamphlet, entitul’d Moderation a virtue, or the occasional conformist justify’d from the imputation of hypocricy. Wherein this justification is further consider’d, …. 1704
- Letters concerning the love of God, between the author of the proposal to the ladies and Mr. John Norris: Wherein his late Discourse, shewing, That it ought to be intire and exclusive of all other Loves, is further Cleared and Justified. Published by J. Noris, M. A. Rector of Bemerton near Sarum. The second edition, corrected by the authors, with some few things added. 1705, 1730
- The Christian religion, as profess’d by a daughter of the Church of England. 1705, 1717, 1730
- Bart’lemy Fair: or an enquiry after with: in which due respect is had to a letter concerning enthusiasm, to my Lord ***. By Mr. Wotton. 1709
- An enquiry after wit: wherein the trifling arguing and impious raillery of the late Earl of Shaftesbury, in his Letter concerning enthusiasm, and other profane writers, are fully answer’d and justly exposed. 1722
- (Attributed) An essay in defence of the female sex. In which are incerted the characters of a pedant, a squire, a beau, a virtuoso, a poetaster, a city-critick, &c. In a letter to a lady. Written by a lady. 1696 (two editions), 1697
- (Attributed) Six familiar essays upon marriage, crosses in love, sickness, death, loyalty, and friendship, written by a lady. 1696

## Eftermæle
Mary Astell Academy (tidligere Linhope PRU ) i Linhope Road, Newcastle upon Tyne, er opkaldt efter hende.  Der er også en Mary-Astell-Straße i Bremen, Tyskland.

## Eksterne links
- Mary Astell (1666-1731), Project Vox
- Mary Astell, Internet Encyclopedia of Philosophy
- Mary Astell(1666–1731) at Great Voyages: History of Western Philosophy
- Excerpts from Astell's works
- Project Continua: Biography of Mary Astell
- Mary Astell episode of In Our Time from 5 November 2020.